# 세종특별자치시 상하수도사업소
세종특별자치시 상하수도사업소(世宗特別自治市 上下水道事業所)는 세종특별자치시의 수돗물 공급, 지하수의 개발·이용·보전·관리, 하수 처리 및 가축분뇨 처리 사무를 담당하기 위해 세종특별자치시청 산하에 설치된 사업소였으나 2016년에 폐지되었다.
사업소장은 지방서기관이나 지방기술서기관으로 보했었다.

## 조직
- 상수도과
- 하수도과